# Marcel Babik
Marcel Babik (* 29. Juli 1961) ist ein deutscher ehemaliger Fußballspieler. Zwischen 1981 und 1989 spielte er für Sachsenring Zwickau in der DDR-Oberliga, der höchsten Liga im DDR-Fußball.

## Sportliche Laufbahn
In der Kindermannschaft der Betriebssportgemeinschaft (BSG) Sachsenring Zwickau begann 1969 Marcel Babiks Laufbahn als Fußballspieler. Er blieb den Zwickauern bis zum Ende seiner Karriere 1990 treu. Seine ersten Spiele im Männerbereich bestritt er bis 1980 in der Nachwuchsoberliga, in der Oberligamannschaft der BSG Sachsenring wurde er erstmals in der Rückrunde der Saison 1980/81 eingesetzt. Als Abwehrspieler absolvierte er vier Begegnungen. 
Im Mai 1981 wurde Babik für 18 Monate zum Wehrdienst in der Nationalen Volksarmee eingezogen. Während dieser Zeit konnte er bei der Armeesportgemeinschaft Strausberg in der drittklassigen Bezirksliga Frankfurt (Oder) weiter Fußball spielen. 
Im Oktober 1982 kehrte Marcel Babik wieder zu Sachsenring Zwickau zurück und wurde dort in den restlichen 17 Oberligaspielen wieder als Verteidiger eingesetzt. Am Saisonende stieg Sachsenring in die DDR-Liga ab und entwickelte sich fortan zur Fahrstuhlmannschaft mit ständigem Wechsel zwischen Zweit- und Erstklassigkeit. In den folgenden sieben Spielzeiten war Babik fünfmal in der DDR-Liga und noch zweimal in der Oberliga vertreten. In der Oberliga war er 1985/86 und 1988/89 mit insgesamt 47 Einsätzen als Verteidiger stets Stammspieler. In den fünf DDR-Liga-Jahren bestritt er insgesamt 104 Begegnungen, in denen er im Gegensatz zur Oberliga viermal als Torschütze erfolgreich war. In der letzten Saison des DDR-Fußballs 1989/90 kam Marcel Babik bei 34 DDR-Liga-Spielen nur noch 19-mal zum Einsatz. Bei seinen letzten beiden Spielen im Februar und März 1990 war er Spieler des Fußball-Sport-Vereins Zwickau, dem Nachfolger der BSG Sachsenring. 